# McLaren MP4-12C
El McLaren MP4-12C, con código interno "P11", es un automóvil superdeportivo biplaza de dos puertas diédricas, con motor central-trasero montado longitudinalmente de tracción trasera, desarrollado y producido por el fabricante inglés McLaren Automotive. Comenzó a venderse a principios de 2011, por un precio de 200 000 € y su producción duró hasta el año 2014. Es el primero de una gama de automóviles de producción en serie presentada por la marca.

## Características

### Mecánica

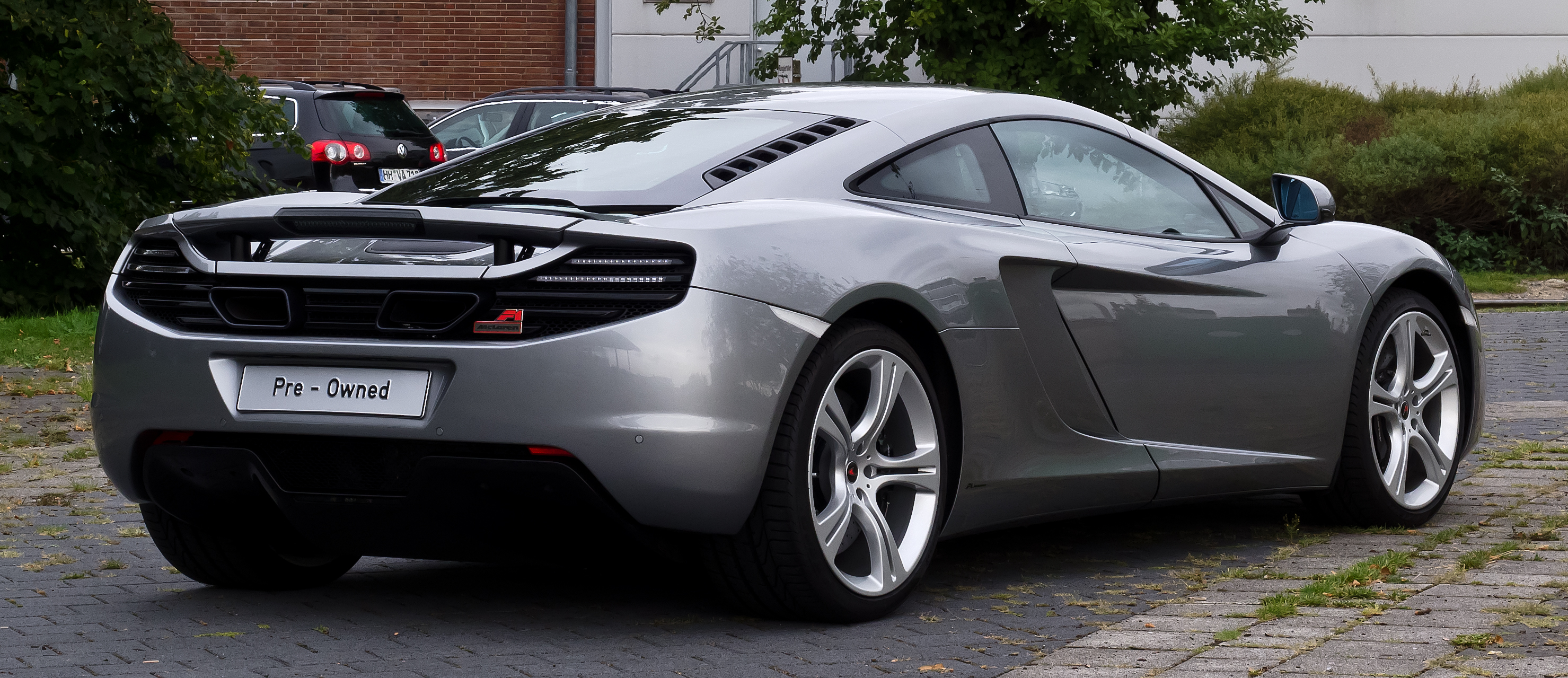
Vista trasera en Düsseldorf el 30 de agosto de 2012.

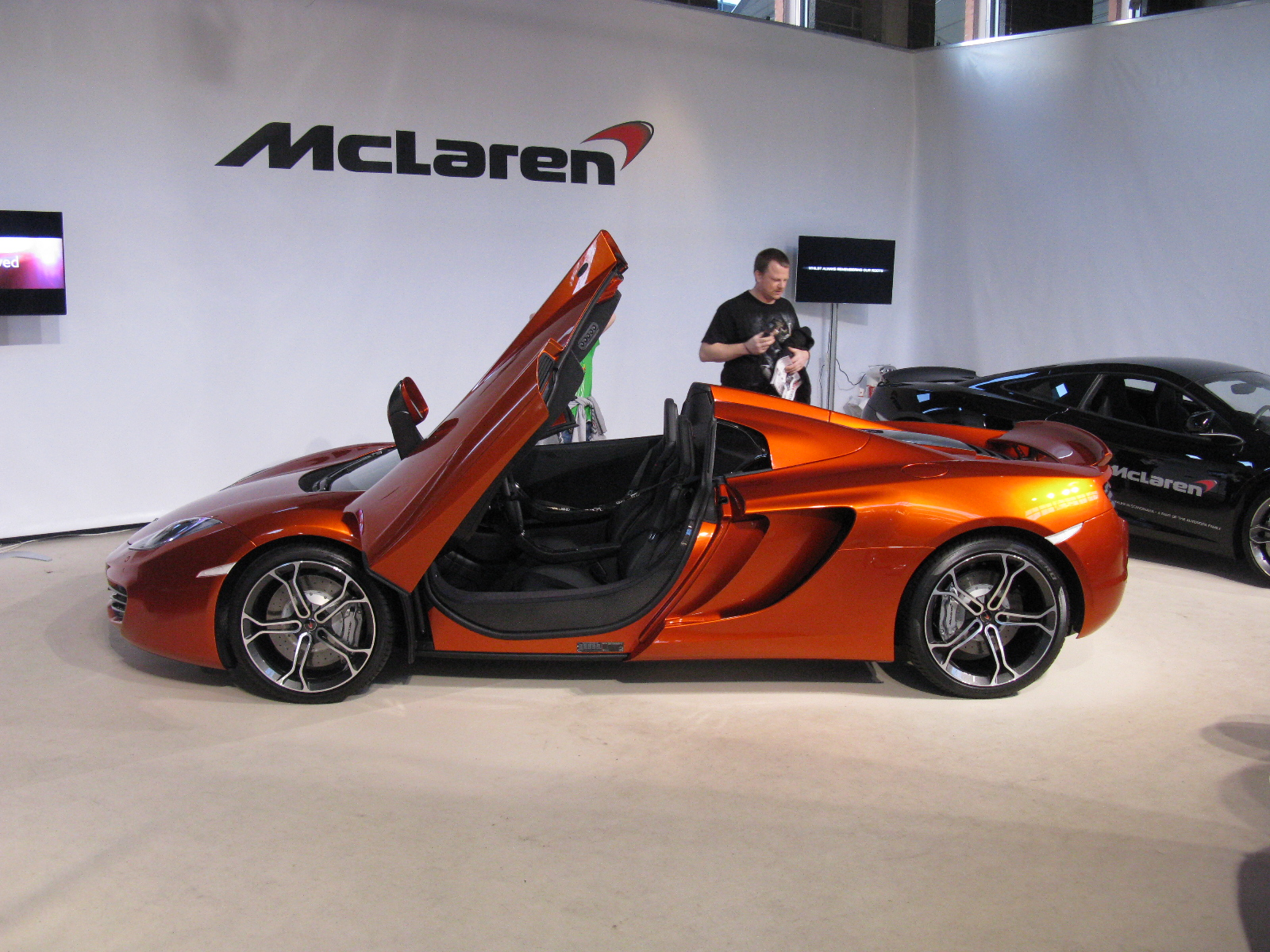
Vista de perfil de la versión Spider con las puertas diédricas abiertas.

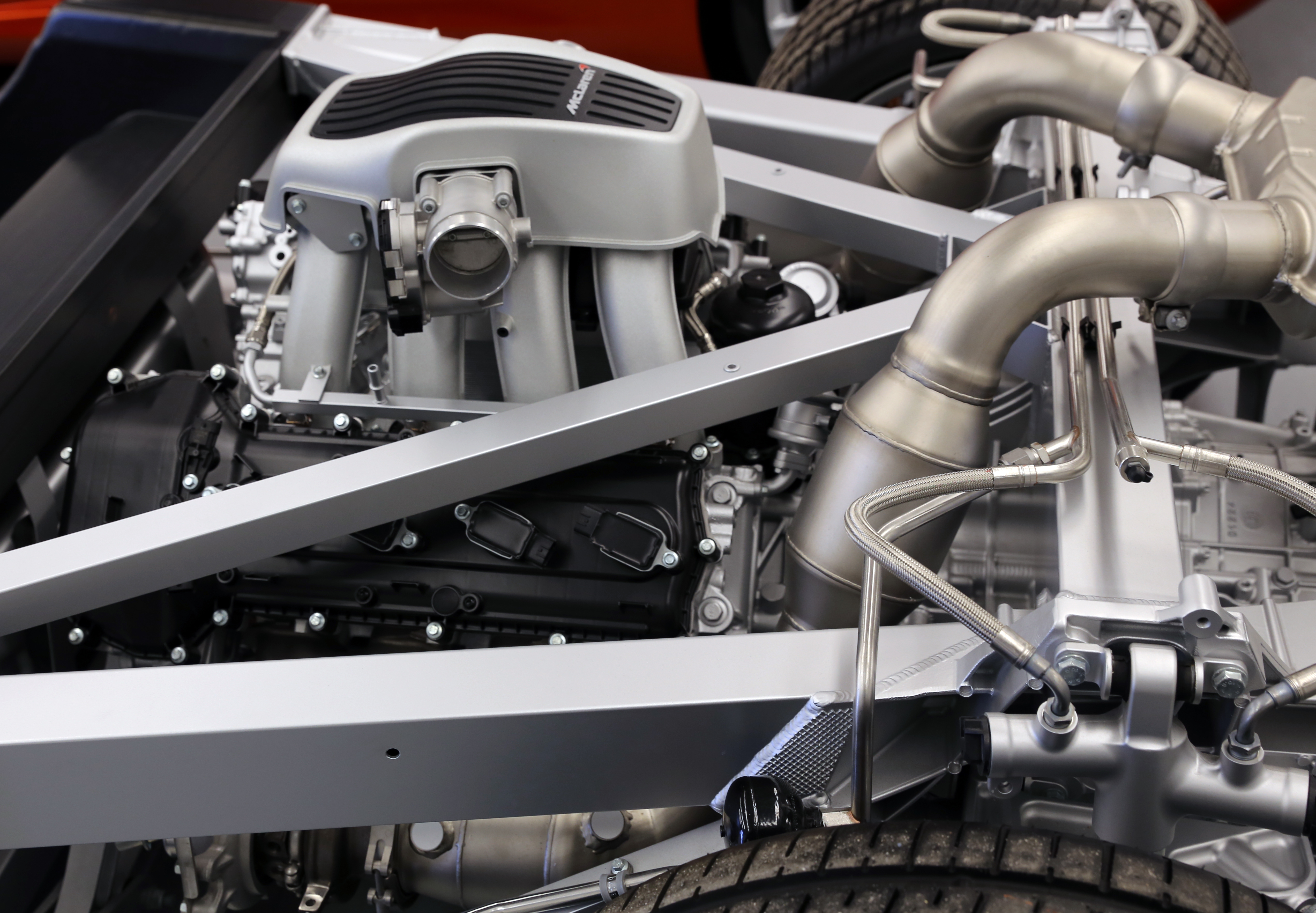
Motor M838T.

Tiene un motor V8 de 3799 cm³ (3,8 L; 231,8 plg³) situado en la parte trasera del coche justo detrás del habitáculo, alimentado por un sistema biturbo, con lo que logra una potencia máxima de 600 CV (592 HP; 441 kW) a las 7500 rpm y un par motor máximo de 600 N·m (443 lb·pie) entre las 3000-7000 rpm, cuyo 80% está a disposición desde las 2000 rpm. La lubricación es por cárter seco. A partir de junio de 2012, McLaren ha realizado una actualización y la potencia ha subido a 625 CV (616 HP; 460 kW), con un corte de inyección (línea roja) de 8500 rpm.
El motor está acoplado a una caja de cambios de doble embrague SSG ("Seamless-Shift Gearbox") de siete marchas, fabricada por la compañía italiana Graziano. Para subir y bajar marchas, hay dos paletas detrás del volante, pulsando la paleta derecha hacia el volante se sube de marcha, mientras que si se empuja baja. En la paleta izquierda el funcionamiento es al contrario.
Su velocidad máxima es de 330 km/h (205 mph), con una aceleración de 0 a 100 km/h (62 mph) en el rango de los 3,3 segundos y 3,1 segundos con neumáticos Corsa. Asimismo, McLaren ha explicado el porqué de este curioso nombre: “MP4” hace referencia al linaje deportivo de los F1, “12” representa el rendimiento y la eficiencia, número que parte de una fórmula desconocida que pone en relación peso, aerodinámica, potencia, consumo, etc. y “C” marca el uso de la tecnología monocélula de carbono.
Cuenta con fondo plano, difusor aerodinámico trasero, sistema de escape colocado en una zona alta de la parte trasera para optimizar el difusor y un alerón trasero móvil que se regula en función de la velocidad y como aerofreno, como en el Mercedes-Benz SLR McLaren o el Bugatti Veyron, ubicado en la parte trasera.
Tiene un cierto parecido al McLaren F1. Su carrocería está totalmente compuesta por fibra de carbono de una sola pieza, una estructura revolucionaria que McLaren llama "Carbon MonoCell", llegando a pesar poco más de 1300 kg (2866 libras), con una distribución de peso 42.5% en la parte delantera y 57.5% en la parte trasera. Mide 1908 mm (75,1 plg) de ancho, 4509 mm (177,5 pulgadas) de largo, 1199 mm (47,2 pulgadas) de alto el coupé, mientras que en la versión Spider es de 1203 mm (47,4 pulgadas) y la distancia entre ejes es de 2670 mm (105,1 pulgadas). Su precio en España era de 232 000 €.
Una célula central fabricada en fibra de carbono y kevlar es la base para conectar los trenes rodantes en forma de subchasis, consiguiendo que la parte más protegida sea siempre la de los ocupantes. El monocasco se fábrica por medio de VARTM (Vacum Asisted Resin injection Transfer Moulding) y, a diferencia del F1, el MP4-12C tenía bolsas de aire.
Las suspensiones que parten del Carbon MonoCell son independientes entre sí, pero están unidas mediante un sistema hidráulico. Los frenos fabricados en hierro y aluminio forjado son de serie, aunque opcionalmente había unos carbono-cerámicos. También cuenta con una amortiguación adaptativa global electrónica que permite reducir balanceos y cabeceos de forma activa, la cual se puede ajustar a gusto del consumidor mediante diversos programas predeterminados. La frenada selectiva es otra de las apuestas para controlar el coche cuando se adentre de forma forzada en una curva. Esta se realiza con un sistema de frenos de alto rendimiento en el que los discos están construidos en compuestos ("composite") de aluminio.
Incluye un diferencial electrónico en el eje delantero "Brake Steer" basado en el empleado por el Fórmula 1 McLaren MP4/12 de 1997, distribuidor electrónico de la presión de frenado y chasis activo. La intrusión de todos estos sistemas puede ajustarse hasta desactivarse, a través de un selector de modo de conducción. Es capaz de acelerar de 0 a 200 km/h (124 mph) en menos de 10 segundos y frena desde 200 km/h (124 mph) hasta quedarse parado en solamente 5 segundos, mientras que sus emisiones de CO2 están por debajo de los 300 g (10,6 onzas)/km.
Tiene un parachoques-branquia delantero y luces traseras formuladas como una tira de leds. La filosofía minimalista se extiende además a sus retrovisores, de carcasa pequeña y bien extendidos fuera de la carrocería. Como en algunos Lamborghini, el McLaren MP4-12C eleva los tubos de escape trapezoidales hacia casi la altura de las luces, justo por debajo del mínimo spoiler, el cual varía su inclinación para mejorar la aerodinámica e incluso llega a los 90° para ayudar a la frenada.

### Interior

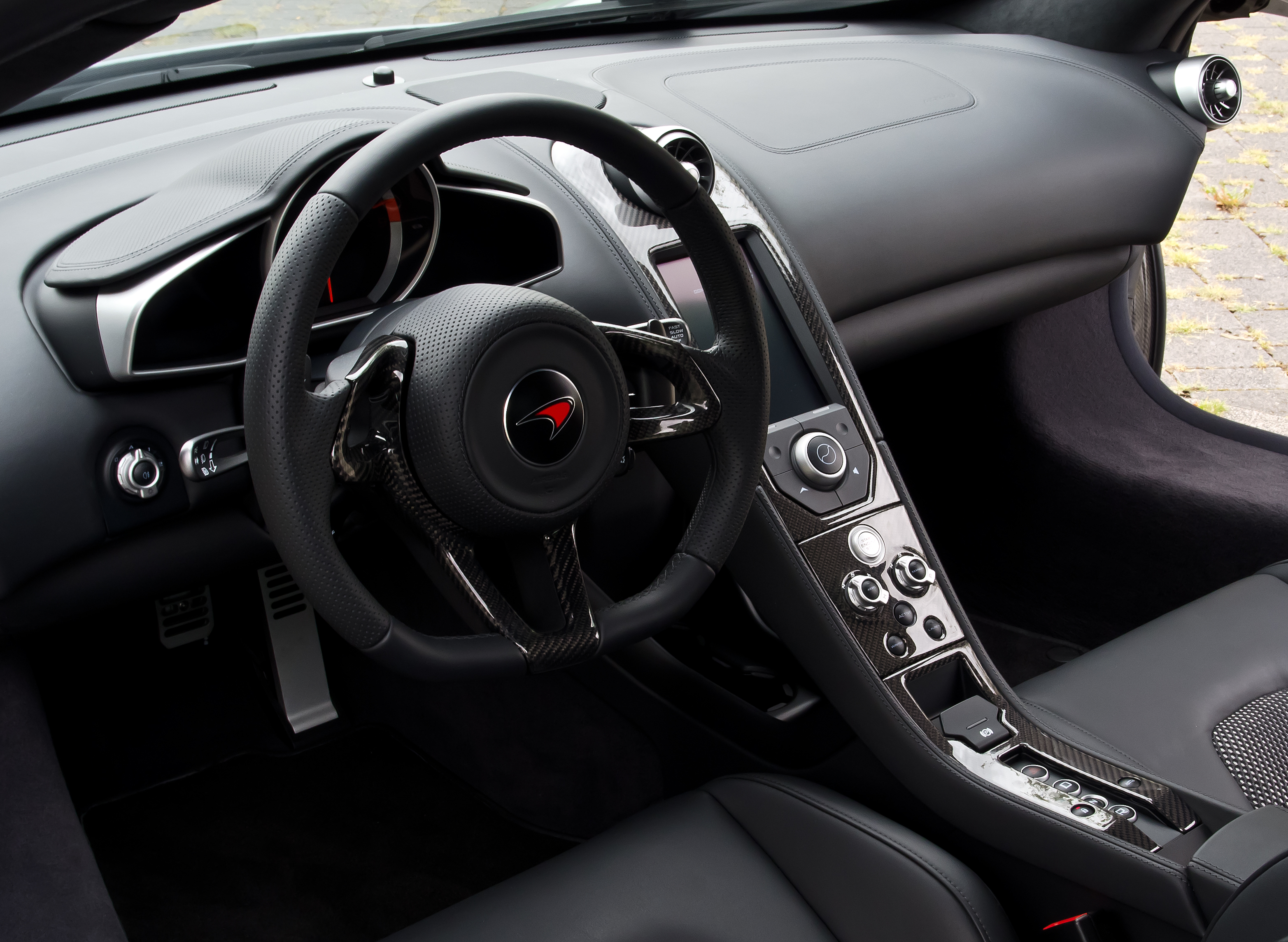
Vista del interior

El interior es bastante moderno, con una disposición de todo el habitáculo muy a mano. Llama la atención que los mandos de climatización están situados en el panel de la puerta izquierda. El panel de instrumentos lleva un reloj analógico central y dos pantallas digitales a los lados.
En la consola central, que sube muy vertical hacia el salpicadero, hay un mando central estilo “iDrive” de BMW que permite manejar algunas funciones del coche desde una pantalla electrónica situada también en la consola central.
La electrónica que modifica el comportamiento del coche está dividida en tres niveles independientes que actúan sobre la suspensión, dirección, respuesta del motor y cambio de marchas. El nivel de personalización permite elegir la configuración de cada parámetro de forma independiente.
El minimalismo recubre además el interior del habitáculo, con un estilo elegante y sin demasiados lujos. Dos tonos y los detalles metalizados recubren el salpicadero y las puertas, con una misma forma para la delgada columna central o los reposabrazos de las puertas. El volante deportivo de tres radios deja paso a un interior fino, centrado sobre un dial con un tacómetro analógico y un velocímetro digital. Las otras dos partes muestran datos del coche como la autonomía, el consumo, la temperatura, etc. Cuenta con unos sencillos asientos baquets deportivos forrados en piel.

## Especificaciones

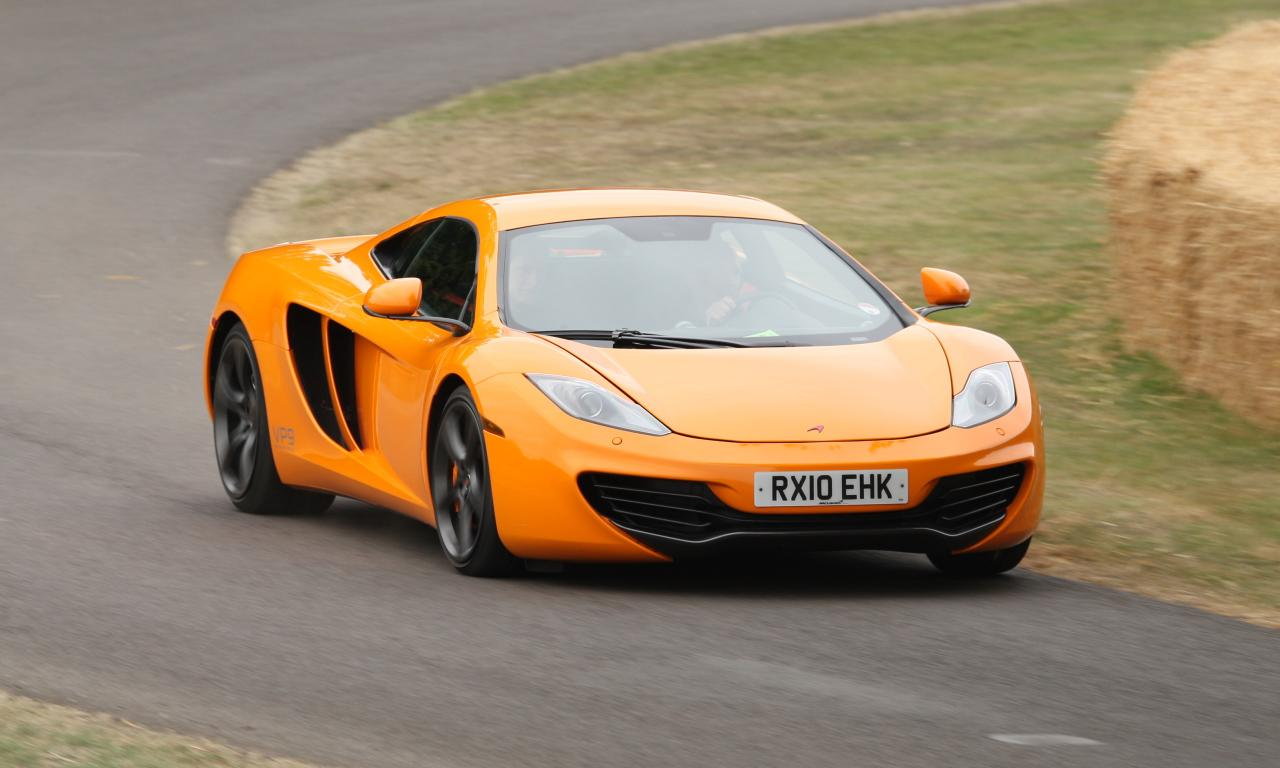
En el Festival de la Velocidad de Goodwood el 2 de julio de 2010

| Variantes                             | Coupé | Spider |
| ------------------------------------- | --- | --- |
| Distribución                          | DOHC 4 válvulas por cilindro (32 en total), con VVT.                                                                 | DOHC 4 válvulas por cilindro (32 en total), con VVT.                                                                 |
| Alimentación                          | Inyección multipunto biturbo con dos intercoolers.                                                                   | Inyección multipunto biturbo con dos intercoolers.                                                                   |
| Relación de compresión                | 8.7:1. | 8.7:1. |
| Diámetro x carrera                    | 93 x 69,9 mm (3,66 x 2,75 pulgadas).                                                                                 | 93 x 69,9 mm (3,66 x 2,75 pulgadas).                                                                                 |
| Límite de régimen (línea roja)        | 8500 rpm. | 8500 rpm. |
| Capacidad del depósito de combustible | 72 litros (19,0 galAm).                                                                                              | 72 litros (19,0 galAm).                                                                                              |
| Asistencias                           | Control de tracción, control de estabilidad (ESC) con modos Normal, Sport y Track (pista); y control de lanzamiento. | Control de tracción, control de estabilidad (ESC) con modos Normal, Sport y Track (pista); y control de lanzamiento. |
| Emisiones de CO2                      | 279 g (9,8 onzas)/km.                                                                                                | 279 g (9,8 onzas)/km.                                                                                                |
| Peso en seco (vacío)                  | 1336 kg (2945 libras).                                                                                               | 1376 kg (3034 libras).                                                                                               |
| Frenada                               | 200 km/h (124 mph) a 0 en 123 m (404 pies); 100 km/h (62 mph) a 0 en 30,5 m (100 pies).                              | 200 km/h (124 mph) a 0 en 123 m (404 pies); 100 km/h (62 mph) a 0 en 30,5 m (100 pies).                              |
| Aceleración                           | | |
| 0 a 100 km/h (62 mph)                 | 3.1 segundos con neumáticos opcionales Corsa.                                                                        | 3.1 segundos con neumáticos opcionales Corsa.                                                                        |
| 0 a 200 km/h (124 mph)                | 9 segundos (8.8 segundos con neumáticos opcionales Corsa).                                                           | 9.2 segundos (9 segundos con neumáticos opcionales Corsa).                                                           |
| 1/4 milla (402 m)                     | 10.8 segundos a 218 km/h (135 mph).                                                                                  | 11 segundos a 214 km/h (133 mph).                                                                                    |
| 0 a 1 km (0,6 mi)                     | 19.5 segundos a 274 km/h (170 mph).                                                                                  | 19.6 segundos a 271 km/h (168 mph).                                                                                  |
| 0 a 60 mph (97 km/h)                  | 3,2 segundos (3 segundos con neumáticos opcionales Corsa).                                                           | 3,2 segundos (3 segundos con neumáticos opcionales Corsa).                                                           |
| 0 a 100 mph (161 km/h)                | 6.2 segundos (6 segundos con neumáticos opcionales Corsa).                                                           | 6.3 segundos (6.1 segundos con neumáticos opcionales Corsa).                                                         |

### Relaciones de la transmisión
| 1.ª  | 2.ª  | 3.ª | 4.ª  | 5.ª  | 6.ª  | 7.ª  | Reversa | Final |
| ---- | ---- | --- | ---- | ---- | ---- | ---- | ------- | ----- |
| 3.98 | 2.61 | 1.9 | 1.48 | 1.16 | 0.91 | 0.69 | 2.8     | 3.31  |

## En competición

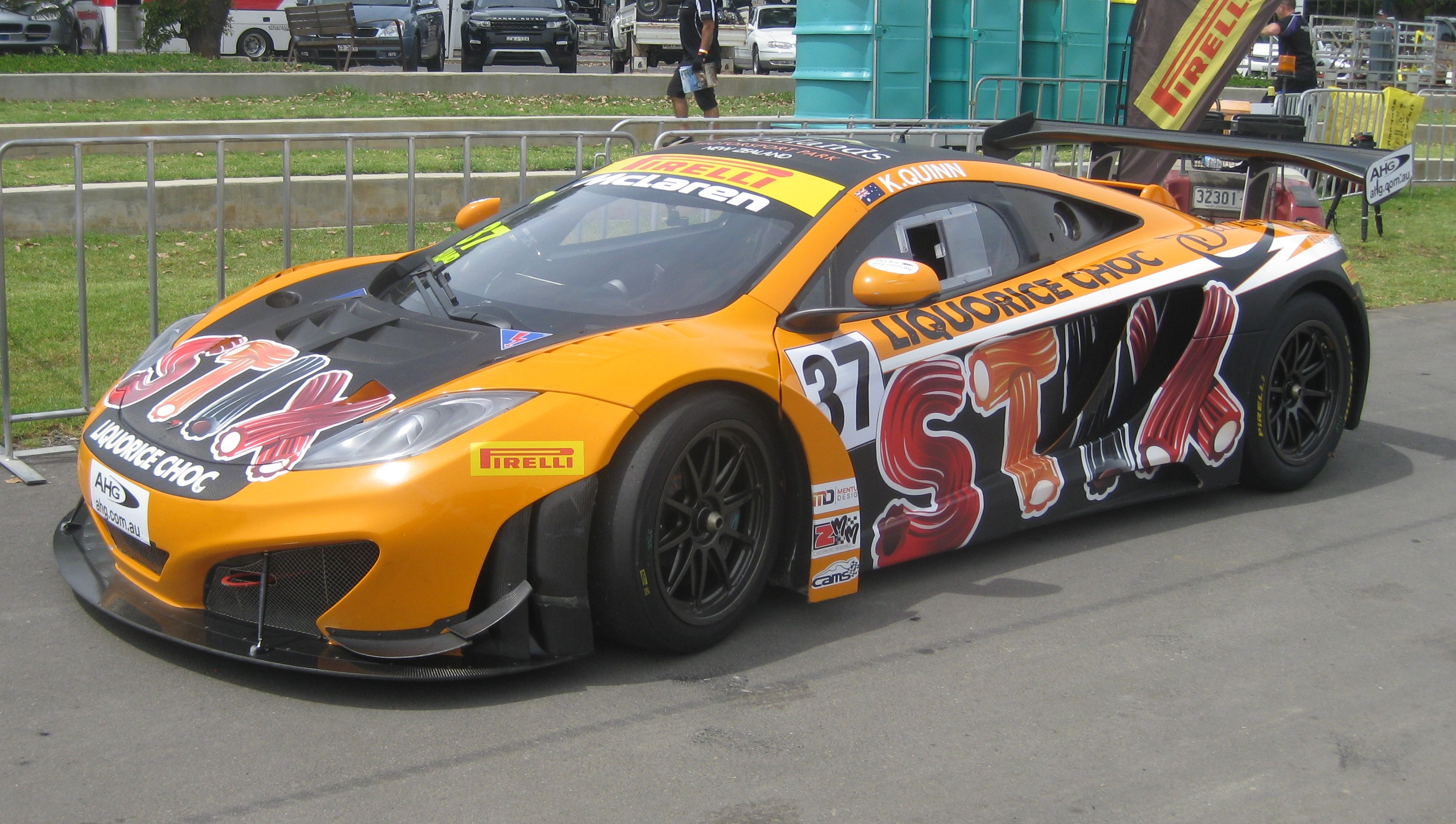
MP4-12C GT3 de Klark Quinn en la ronda de apertura del Campeonato GT de Australia de 2015.

La marca da el salto a los circuitos con una serie de modificaciones sobre el modelo convencional con el que los dirigentes británicos buscaban conseguir unos resultados tan notables como los que lleva logrando su equipo de Fórmula 1 desde hace muchos años.
Han desarrollado una versión de circuitos que cumple con todas las especificaciones de la FIA para competir en la categoría GT3. Sus principales características externas son la presencia de un gran difusor trasero en busca del máximo apoyo y la sustitución del alerón trasero móvil del modelo convencional por un alerón trasero fijo de grandes dimensiones. Además, el chasis ha sido construido en fibra de carbono, lo que ayuda a una importante reducción de peso del conjunto.
En cuanto al motor, mantiene el mismo motor V8 de 3,8 litros del modelo normal, aunque con ciertos retoques para extraer el máximo rendimiento posible en los circuitos. Se modifican la curva de potencia y el par motor máximo, además de una caja de cambios que ha recibido algunas modificaciones, pese a partir de la misma base que la SSG de doble embrague y siete marchas convencional. También se han modificado las suspensiones y los frenos.
Las pruebas de este nuevo McLaren MP4-12C GT3, se estaban llevando a cabo en el Circuito de Silverstone en el Reino Unido y después, se daría a conocer el calendario de carreras con la que McLaren esperaba aumentar el número de trofeos.

## Apariciones en medios
El mexicano Sergio Pérez, al haber sido fichado y presentado por McLaren como su nuevo piloto para la Temporada 2013 de Fórmula 1, llegó a la fábrica de Woking conduciendo un MP4-12C Spider anaranjado y posó junto a Martin Whitmarsh, jefe de la escudería británica. El piloto al que sustituyó en ese momento fue a Lewis Hamilton. Por su parte, Jenson Button también llegó conduciendo un prototipo McLaren P1.
También ha aparecido en varias franquicias y series de videojuegos de carreras, tales como: Asphalt, Need for Speed, Forza, Gran Turismo, entre otros.